# Dordżi Łangmo
Aszi Dordżi Łangmo (ur. 10 czerwca 1955) – królowa Bhutanu, żona Jigme Singye Wangchucka.
Kształciła się w St Joseph’s Convent w Kalimpongu oraz w St Helen’s School w Kurseong. Jedną z czterech małżonek bhutańskiego monarchy jest od 1979 (publiczna ceremonia zaślubin odbyła się w 1988). Zainicjowała powstanie kompleksu czortenów Druk Łangjal na przełęczy Doczula. Patronuje otwartemu w sierpniu 2001 Muzeum Kultury Ludowej w Thimphu.